# Cercle d'Études Architecturales
Cercle d'études architecturales (en español, 'Círculo de estudios arquitectónicos') es una institución creada en París en 1951 por un grupo de prominentes arquitectos franceses (Auguste Perret, Pierre Sonrel, Eugène Beaudouin y Bernard Zehrfuss). Entre sus miembros estuvieron Le Corbusier y Jean Prouvé. Se le ha denominado el «contra-orden» (contre-ordre) de los arquitectos. Funciona como una academia, cuyos miembros son cooptados. También se ha admitido en ella a algunas personalidades fuera de ese ámbito profesional.
Han tenido mucha repercusión algunas de las conferencias dictadas en él, tanto por arquitectos (como el español Rafael Leoz, que fue nombrado miembro en 1963, tras deslumbrar a Le Corbusier), como por intelectuales de otros ámbitos, como Michel Foucault (Des espaces autres, 14 de marzo de 1967).
Concede un premio anual como reconocimiento a una figura de la arquitectura internacional, que ha sido recibido entre otros por Georges-Henri Pingusson (1954) y por Adriano Olivetti (1956).